# Girl in Gold Boots
Girl in Gold Boots is een Amerikaanse crime/dramafilm uit 1968. De film is geregisseerd door Ted V. Mikels.

## Verhaal
Girl in Gold Boots vertelt het verhaal van een vrouw uit de provincie, die naar Los Angeles trekt om als danseres in een nachtclub te werken. Ze ontdekt dat haar werkgevers betrokken zijn bij de handel in drugs.

## Rolverdeling
| Acteur          | Personage              |
| --------------- | ---------------------- |
| Jody Daniels    | Finley 'Critter' Jones |
| Leslie McRay    | Michele Casey          |
| Tom Pace        | Buz Nichols            |
| Mark Herron     | Leo McCabe             |
| Bara Byrnes     | Joanie Nichols         |
| William Bagdad  | Marty                  |
| Victor Izay     | Mr. Casey              |
| Harry Lovejoy   | Harry Blatz            |
| James Victor    | Joey                   |
| Rod Wilmoth     | Officier               |
| Chris Howard    | Chris                  |
| Mike Garrison   | stationswachter        |
| Michael Derrick |                        |
| Sheila Roberts  | winkelbediende         |
| Dennis Childs   | gevangene              |

## Achtergrond
Deze film is gebruikt voor aflevering # 1002 van Mystery Science Theater 3000. Een grote bron van humor is de slechte afwerking van de film, waardoor er problemen zijn met de continuïteit.

## Verwijzingen
- (en)   Girl in Gold Boots in de Internet Movie Database